# Lukas Rossi
Lukas Rossi, född 21 december 1976 i Toronto, är en kanadensisk sångare som medverkade i TV-programmet 'Rockstar: Supernova'. Han vann tävlingen och platsen i bandet 'Rockstar Supernova', bandet där Tommy Lee, Gilby Clark och Jason Newsted ingick. Jason Newsted skadade sig dock innan turnén och ersattes av Johnny Colt. Innan Supernova var Lukas Rossi också med i banden Cleavage och Rise Electric.
Efter världsturnén har Lukas arbetat med sitt soloprojekt och haft akustiska spelningar i USA samt Kanada. Turnén gick under namnet 'All is Fair between Love and Lust' och Lukas uppträdde bland annat tillsammans med pianisten Lou Dawson.
Lukas senaste (2009) projekt heter 'Stars Down'. Medlemmarna som kommer ingå i 'Stars Down' är, förutom Rossi själv, Jon Jameson (trummor) och German Briseno (bas).